# Kazimierz Bigo
Kazimierz Bigo (ur. 1870, zm. 1925) – po odzyskaniu przez Polskę niepodległości z 1918 pełnił funkcję dyrektora naczelnego Polskiej Krajowej Kasy Pożyczkowej.
2 maja 1922 został odznaczony Krzyżem Komandorskim Orderu Odrodzenia Polski.